# Uniforme de la selección de fútbol de Nueva Zelanda
La marca que produce las camisetas de los All Whites es PUMA, anteriormente fue Nike, que también hizo la casaca con la que afrontaron la Copa Mundial Sudáfrica 2010. La casaca que visten actualmente es blanca con una mitad en gris claro. Ambas mitades poseen líneas del color de la otra mitad que caen en diagonal. La alternativa tiene el mismo diseño, con la diferencia que los colores utilizados son negro y gris oscuro.

## Evolución del uniforme

### Local
| (1905) | (1922) | (Años 1960) | 1981 | (Mundial 82) | (1986) | 1993 | 1997 | 1996-1997 |

| 1998-1999 | 2000-2002 | 2003 | 2004-2006 | 2006–07 | ONC 2008-2010 | 2010-2012 | ONC 2012-2014 | 2014-2016 |

| ONC 2016-2018 | 2018-2020 | 2020-2022 | 2022-2023 | 2023-2024 | 2024-Actual |  |

### Visitante
| (1905) | (1922) | (Años 1960) | (Años 1960) | (Mundial 82) | (1986) | 1997 | 1996-1998 | 2000-2002 |

| 2003 | 2004-2006 | 2006–07 | ONC 2008-2010 | Mundial 2010-2012 | 2012-2014 | 2014-2016 | 2016-2018 | 2018-2020 |

| 2020-2022 |  | 2022-2023 | 2023-2024 | 2024-Actual |

#### Proveedores
| Proveedor      | Periodo       |
| -------------- | ------------- |
| Adidas         | 1972–1984     |
| Le Coq Sportif | 1984–1986     |
| Mitre          | 1987–1988     |
| Pony           | 1989–1992     |
| Ribero         | 1993–1994     |
| Mitre          | 1995–1996     |
| Adidas         | 1996–2004     |
| Nike           | 2004–2023     |
| Puma           | 2024–presente |